# More Than a Dream
More Than a Dream is het eerste muziekalbum van de Australische muziekgroep Unitopia. Het album, dat verder weinig informatie geeft, blijft onbekend. Slechts een aantal bladen geeft het aandacht. Toch valt de muziekgroep op bij het Duitse platenlabel Inside Out, dat gespecialiseerd in het genre dat de band speelt. Dit eerste album krijgt een revival als The Garden verschijnt, dat wat heavier klinkt.
In 2017 volgde een heruitgave als bezegeling van de vrede tussen Trueack en Timms. Het album werd daarbij aangevuld met een nieuwe track The Dream Complete en kreeg het oorspronkelijke album een aanvulling met twee cd's met remixen en overgebleven opnamen voor het album.

## Musici
- Mark Trueack: zang
- Matt Williams: gitaar, zang
- Shireen Khemlani: bas, zang
- Sean Timms: toetsen, zang
- Tim Irrgang: drums, percussie
- Monty Ruggiero: drums, percussie
- Mike Stewart: diverse instrumenten

met als aanvulling een orkest samengesteld uit musici uit Adelaide

## Composities
Allen van Timms en Trueack:
1. Common Goal (4:36)
2. Fate (4:57)
3. J ustify (12:52)
4. Take Good Care (8:36)
5. Ride (3:44)
6. More Than a Dream (5:42)
7. Slow Down (8:09)
8. Lives Go Round (6:31)
9. Still Here (6:40)